# Régiment de la garde à cheval

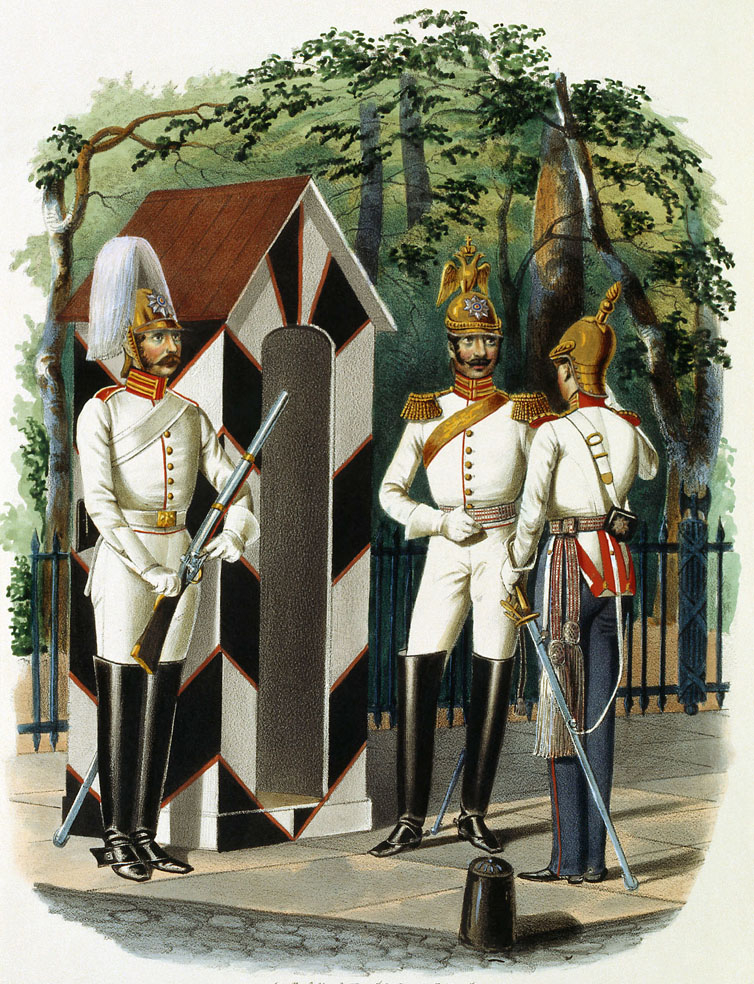
Uniformes de la garde à cheval en 1848

Le régiment de la garde à cheval (en russe : Конный лейб-гвардии полк) est un régiment de la garde impériale de l'Empire russe fondé en 1721 sous le règne de Pierre le Grand. Sa fête est le 25 mars, jour de l'Annonciation.

## Historique

### XVIIIesiècle
Le régiment est fondé le 7 mars 1721 à partir de l'escadron des dragons de la garde du prince Menchikov, des dragons de la garde privée du comte Cheremetiev et des dragons de la forteresse de Cronstadt. Il est formé en garde russe sur le modèle de l'armée suédoise, le 21 décembre 1725, et composé uniquement de nobles. Il se distingue des simples régiments de dragons par sa couleur rouge et son justaucorps à parements d'or, mais son équipement et son armement sont les mêmes que ceux des autres régiments de la garde. Cependant le soldat a deux pistolets au lieu d'un seul. L'uniforme de parade est en peau d'élan avec une demi-cuirasse.
Le régiment est dénommé « garde à cheval », le 31 décembre 1730. Il est formé de cinq escadrons, composés chacun de deux compagnies, formant un ensemble de 1 423 hommes. Beaucoup d'entre eux sont dès le départ issus de la noblesse allemande de la Baltique. L'impératrice Anne est la première à prendre le nom de colonel de la garde, ou chef de la garde, suivie de Pierre III et de Catherine II. 
C'est en 1737 que le régiment combat pour la première fois. Trois compagnies combattent au siège d'Otchakov et le régiment s'illustre pendant la guerre russo-turque de 1735-1739. Paul Ier incorpore au régiment une partie de la garde de Gatchina et nomme chef du régiment, son fils le grand-duc Constantin, en 1800. Après sa mort, ce sont les souverains régnants qui en deviennent les chefs.

### XIXesiècle

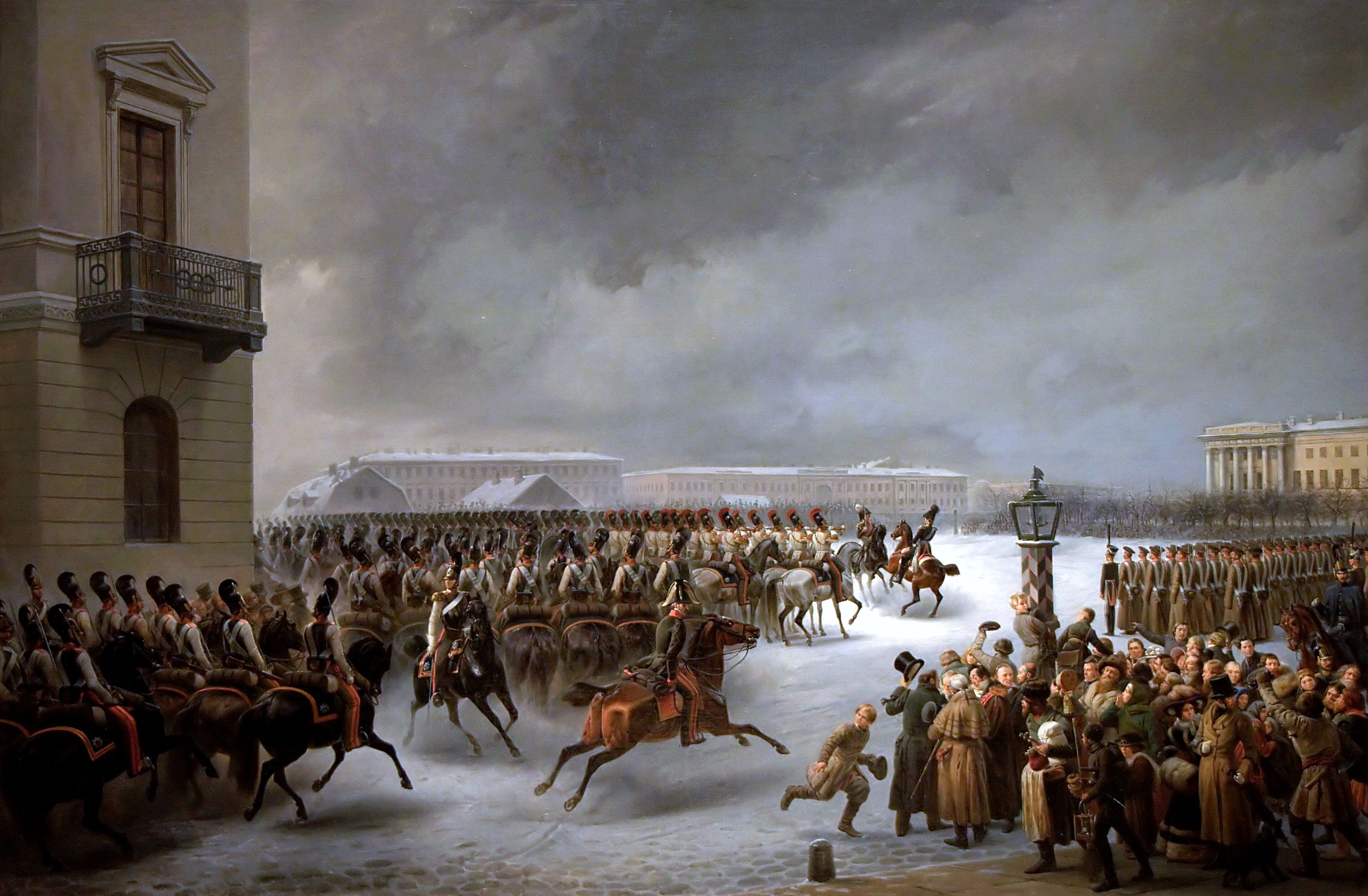
Attaque du carré des décabristes par le régiment des gardes à cheval le 14 décembre 1825

Le régiment prend part à la campagne d'Autriche en 1805 et participe à  la bataille d'Austerlitz. Les cinq escadrons y combattent sous le commandement du major-général Yankovitch avec les hussards de la garde. Trois soldats du 2e escadron, Gavrilov, Omeltchenko et Ouchakov, réussissent à s'emparer d'une aigle napoléonienne d'un bataillon d'infanterie du 4e régiment de ligne de la Grande Armée. Depuis cet exploit le régiment a le droit de porter l'inscription « Pour la prise d'un emblème ennemi à Austerlitz le 20 novembre 1805 »
Le régiment est aussi présent à la bataille d'Heilsberg et à la bataille de Friedland en 1807. Le régiment s'affronte à la cavalerie française le 2 juillet devant Friedland. Le 4e escadron commandé par le prince Vadbolski essuie une forte contrattaque. Seize officiers et cent-seize soldats sont tués. Le régiment s'illustre ensuite à la bataille de la Bérézina. Il attaque avec le régiment des chevaliers-gardes une division de cuirassiers français sous le commandement de Lorge, appartenant au corps d'armée de La Tour-Maubourg. Trente-deux officiers de la garde à cheval sont décorés après ce combat.
En avril 1813, le régiment reçoit un étendard de Saint-Georges, avec inscription en reconnaissance des victoires contre l'ennemi chassé de Russie en 1812. Le régiment combat encore en août à Culm, en octobre à Leipzig, et ensuite à Fère-Champenoise, bataille à la suite de laquelle vingt-deux croix de Saint-Georges avec mention sont distribuées. Le régiment entre avec le reste de l'armée russe dans Paris, le 19 mars 1814, et reçoit encore un étendard de Saint-Georges.
Le régiment réprime le soulèvement des décembristes sur la place du Sénat de Saint-Pétersbourg, le 14 décembre 1825. Un soldat du 3e escadron est tué. En 1831, deux divisions s'opposent au soulèvement de Varsovie des 25 et 26 août. De 1835 à 1846, de nombreux officiers du régiment de la garde à cheval s'engagent volontairement dans les campagnes du Caucase. En 1849, il est en Hongrie pour pacifier la région. Il ne participe pas directement à la guerre de Crimée, mais surveille les côtes du golfe de Finlande de Peterhof à Saint-Pétersbourg, au cas d'un débarquement franco-anglais. Des officiers s'engagent en nombre à la guerre russo-turque de 1877-1878.

### XXesiècle
Le régiment ne prend pas part aux combats de la guerre russo-japonaise, mais quelques officiers et vingt-huit soldats s'y engagent. Pendant la Première Guerre mondiale, le régiment se trouve sur le front allemand sous le commandement du général von Rennenkampf. Il essuie de lourdes pertes en province de Prusse-Orientale, le 6 août 1914 à Kauschen. Wrangel y participe en tant que capitaine de cavalerie et réussit à avoir la vie sauve, après s'être emparé d'une batterie prussienne.
Le 28 juillet 1917, la garde est réformée et perd ses attributs impériaux. En décembre, le régiment se disloque et les escadrons, un à un, décident de disparaître. Seulement 150 soldats du rang retournent à la caserne de Petrograd, où en janvier 1918 le soviet de Petrograd décide de la formation d'une 1re division à cheval. En février-mars 1918, le régiment cesse définitivement d'exister. Une partie des anciens officiers et soldats rejoint les armées blanches.

## Source
- (ru) Cet article est partiellement ou en totalité issu de l’article de Wikipédia en russe intitulé « Конный Леб-гвардии полк » (voir la liste des auteurs).